# 海德堡火车总站
海德堡火车总站（德語：Heidelberg Hauptbahnhof）是德国海德堡的火车总站。2005年，每天大约有42000名乘客使用，是巴登-符腾堡州最大的客站之一。该站为德铁路国二等车站。
它建于1840年。目前的车站建于1955年，被认为是当时德国联邦铁路公司最美丽和建筑上最有趣的建筑”，1972年被列为巴登-符腾堡州历史古迹。该站位于海德堡市中心以西约两公里的威利·勃兰特广场（Willy-Brandt-Platz）。

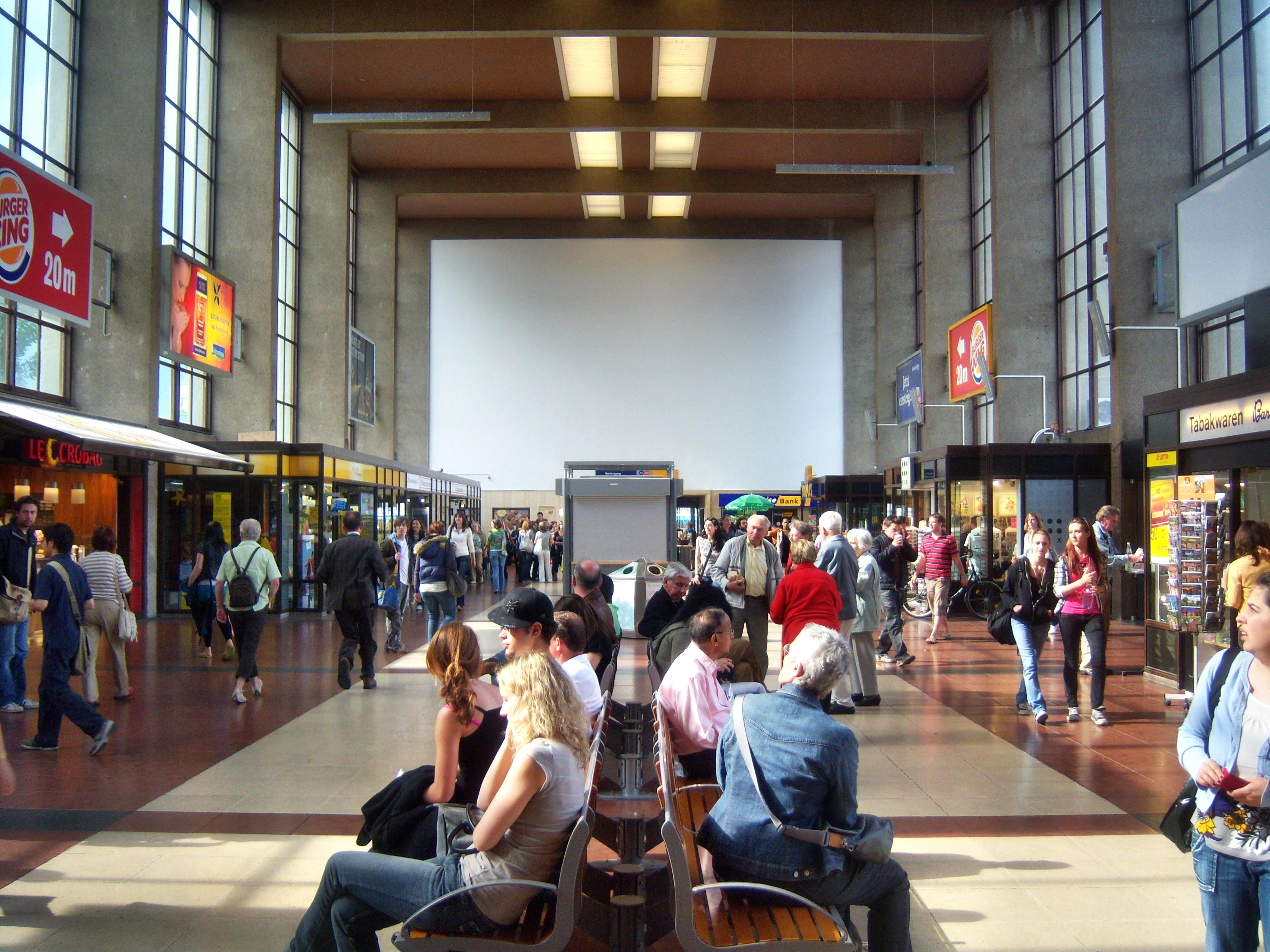
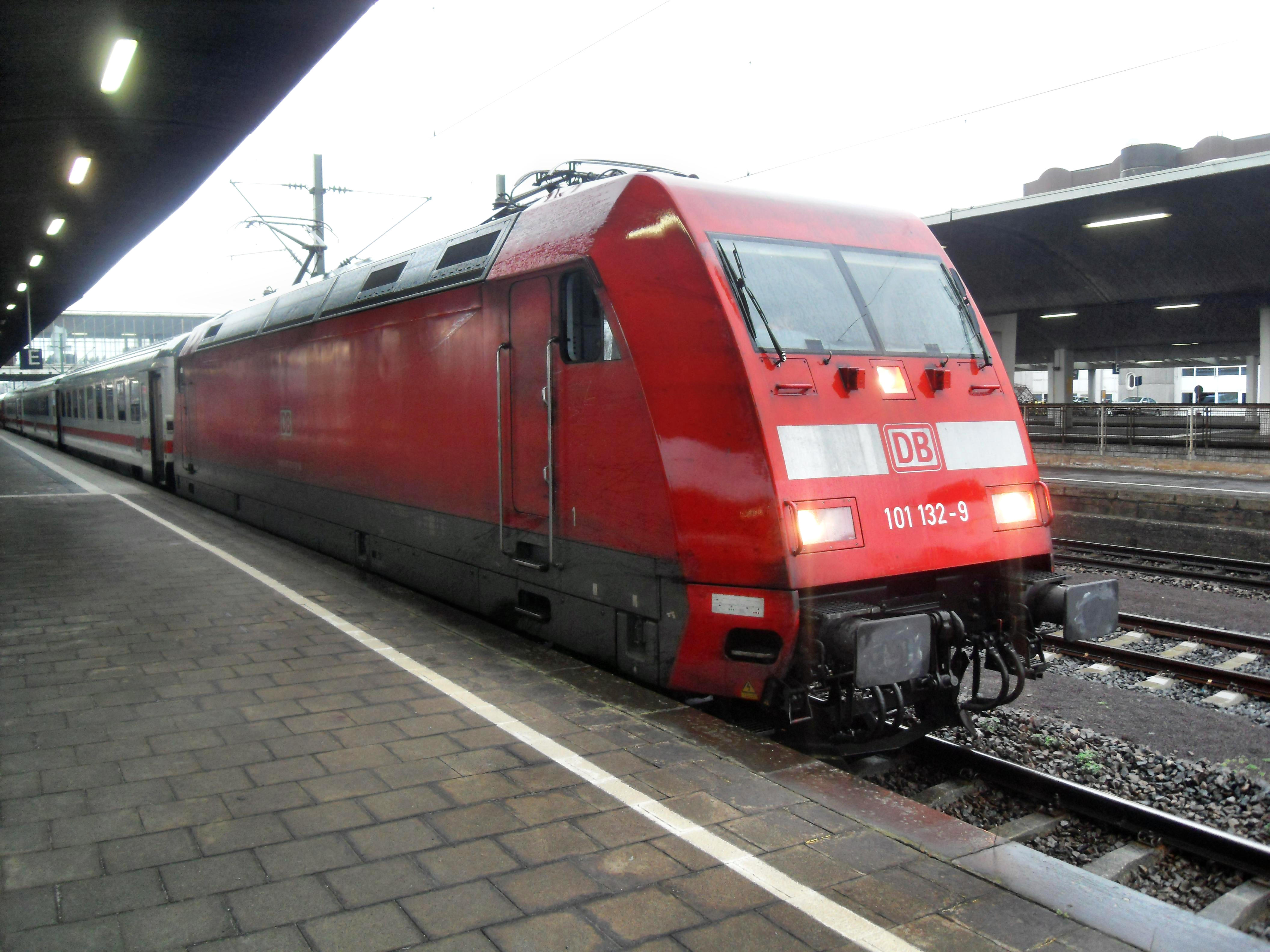
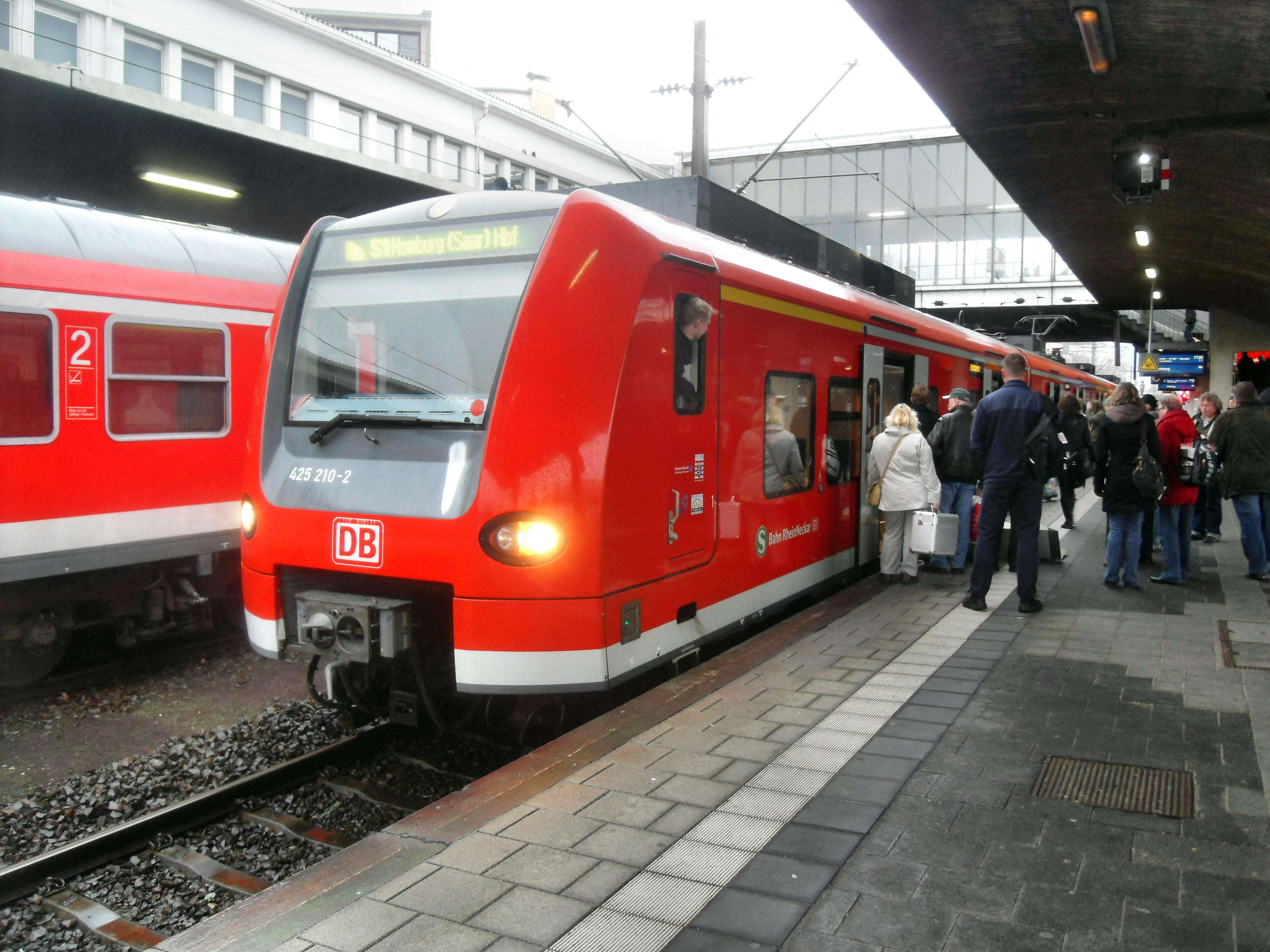
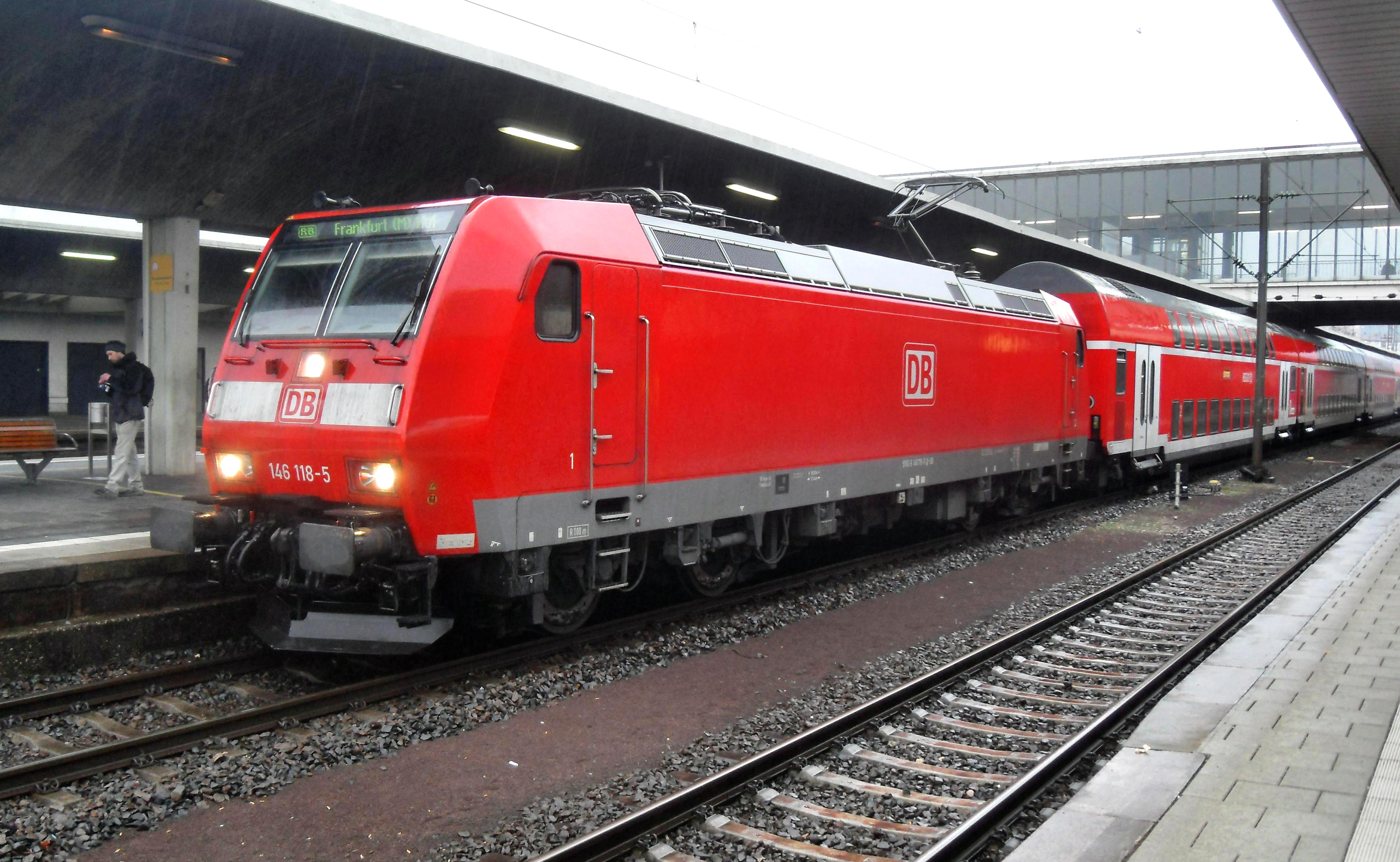